# Um Sobrevivente de Varsóvia
Um Sobrevivente de Varsóvia, Op. 46 (em inglês: A Survivor from Warsaw) é um oratório para voz recitante, coro masculino e orquestra escrito pelo compositor austríaco Arnold Schönberg em 1947. A obra foi composta em estilo dodecafônico. Embora seja definida como um oratório, sua duração é muito breve: entre 6 e 7 minutos. É considerada por muitos críticos uma das mais importantes obras musicais dedicadas ao holocausto.
A inspiração inicial para a peça foi uma sugestão do bailarino russo Corinne Chochem, sobre um trabalho que prestasse um tributo às vítimas judias do Terceiro Reich. Visto que as colaborações entre Chochem e Schönberg não tiveram resultados, Schönberg continuou a desenvolver a ideia para o trabalho independentemente. Recebeu então uma carta da Fundação Musical Koussevitzsky encomendando um trabalho orquestral. Por essa ocasião, Schönberg se decidiu a realizar esse tributo. O trabalho foi escrito de 11 de Agosto de 1947 a 23 de Agosto de 1947.
Por causa da conexão da Fundação Koussevitzsky e do regente Serge Koussevitzsky com a Boston Symphony Orchestra, presumiu-se que a Boston Symphony e Koussevitzsky fariam a estreia. Entretanto, Kurt Frederick, regente da Albuquerque Civic Symphony Orchestra, havia ouvido sobre esse novo trabalho e escreveu a Schönberg pedindo permissão para estreá-la.
A estreia foi originalmente marcada para 7 de Setembro de 1948, mas só aconteceu em 4 de Novembro do mesmo ano, em Albuquerque, Novo México, na Universidade do Novo México.  Kurt Frederick regeu a Albuquerque Civic Symphony Orchestra, com Sherman Smith como narrador. Entre a data anteriormente agendada e a da estreia de fato, Koussevitzsky ouviu sobre a o pedido de Albuquerque e aprovou a situação.
Richard S. Hill publicou uma análise do uso que Schoenberg faz das séries dodecafônicas nessa composição.  Jacques-Louis Monod fez a vesão definitiva das partituras, que foi publicada em 1979.  Beat A. Föllmi publicou uma análise detalhada de Um Sobrevivente de Varsóvia.

## Gravações
- Columbia SBRG 72119-20: CBC Symphony Orchestra; Robert Craft, conductor[5]